# Karyautama
Karyautama is een bestuurslaag in het regentschap Pandeglang van de provincie Banten, Indonesië. Karyautama telt 2971 inwoners (volkstelling 2010).